# Sion (Schweiz)
 For alternative betydninger, se Sion (flertydig). (Se også artikler, som begynder med Sion)
Sion (fransk, tysk: Sitten, wallisertysk: Sittu, latin: Sedunum) er hovedbyen i kantonen Wallis i Schweiz. Byen har 34.708(2018) indbyggere.

## Historie
Arkæologiske udgravninger har vist, at området har været beboet siden stenalderen. Da det keltiske Wallis blev erobret af romerne i år 15 f.Kr., opstod kolonien Sedunum. I 580 blev Sedunum sæde for biskoppen af Martigny, og fra 999 blev biskoppen også verdslig hersker over området.

## Demografi
Selv om byen traditionelt var tosproglig (fransk/tysk), og over 50 % talte tysk i 1870, har det franske sprog i stor grad fortrængt tysk i nyere tid. Omkring 70 % af indbyggerne taler i dag fransk, 5 % tysk og 5 % italiensk, de øvrige er udlændinge.

## Kultur og seværdigheder

### Museer
I Sion findes flere museer, deriblandt et naturhistorisk museum, et arkæologisk museum, og Musée de Valère, som udstiller bl.a. våben og uniformer.

### Bygninger
Karakteristisk for Sion er det middelalderlige bybillede, omgivet af klipperne Valère (621 m) med valfartskirken Notre-Dame de Valère (12./13. årh.) og Tourbillon med ruinen af det tidligere biskoppelige slot fra det 13. århundrede.
I gamlebyen ligger den seværdige katedral Notre-Dame-du-Glarier fra det 15. århundrede, med et romansk tårn fra det 12. århundrede.
Sydvest for katedralen ligger kirken St-Théodule. Den blev påbegyndt 1516 i sengotisk stil, men først færdig to århundreder senere. Betydelig længere i øst ligger rådhuset, bygget mellem 1657 og 1665 i renæssancestil. I trappeforhuset kan romerske indskrifter ses.

### Vintersport
Fra Sion er flere af de vigtigste vintersportssteder i Wallis tilgængelig, og Sion har flere gange konkurreret om at få de olympiske vinterlege til byen. Til legene i 2006 blev byen regnet som favorit, men tabte.

## Vindyrkning
Sion har et mildt klima, og er efter Satigny og Chamoson det vigtigste vinområdet i Schweiz. Kendte vine fra Wallis er den hvide Fendant og den røde Pinot Noir samt Dôle. Den største vindyrkersammenslutning i Schweiz, Provins, har sit hovedsæde i Sion.

## Transport
Sion ligger ved jernbanelinjen Lausanne-Brig og ved den engang vigtige alpe-transitstrækning Lausanne-Simplon-Domodossola. Byen har en lille lufthavn, som ligger lidt vest for byen.

## Galleri
- Notre Dame de Valère, Sion
- Valère slot, Sion
- Sion i Wallis, postkort
- Notre Dame du Glarier
- Tourbillon